# اسکارلت بوردو
الیزابت چیهایا (به انگلیسی: Elizabeth Chihaia) (متولد ۱۳ مه ۱۹۹۱)، که بیشتر با نام حرفه‌ای اسکارلت بوردو (به انگلیسی: Scarlett Bordeaux) شناخته می‌شود، کشتی‌گیر حرفه‌ای و مدل اهل آمریکا است. او در حال حاضر با کمپانی دبلیودبلیوئی قرارداد دارد و با نام مستعار اسکارلت در برند راو در حال فعالیت است.